# ダシャクマーラチャリタ
ダシャクマーラチャリタ( サンスクリット語: दशकुमारचरित )は、インドの古典サンスクリット文学の伝奇小説。日本では『十王子物語』という題名で知られる。作者はダンディンで、7世紀に書かれたとされる。
3編14章の構成をとる。最初の5章は序編または前編と呼ばれ、次の8章には編名がなく未完になっている。中断された8章を完結させたものを後編と呼ぶが、ダンディンが書いた部分は後編8章のみとされている。物語の構想は、現存しないグナーディヤの大説話集『ブリハット・カター』 (Brihatkatha) から採られたという説があり、ソーマデーヴァの『カター・サリット・サーガラ』 (Kathasaritsagara) の内容と共通点が多い。また、仏教説話集ジャータカと同類の逸話が収録されており、枠物語の展開も見られる。
内容は十人の貴公子の冒険物語であり、マガダ国のラージャバーハナ王子を中心に展開される。古代中期インドの社会が描かれており、さまざまな階層の登場人物、当時盛んだった都市国家の商業、人生の三願「徳（ダルマ）・財（アルタ）・愛（カーマ）」などが題材とされている。

## 日本語訳
- 『十王子物語』田中於菟弥・指田清剛訳、東洋文庫、1966年。